# 마식 (당나라)
마식(중국어: 馬植 마즈[*], ? ~ 857년)은 당나라 후기의 관료로, 자는 존지(중국어: 存之 춘즈[*])이며, 봉상부(기주) 부풍현 사람이다. 당 선종 연간에 재상을 지냈다.

## 생애

### 가세(家世)와 초창기 벼슬길
마식이 언제 태어났는지는 알려져 있지 않다. 그의 집안은 부풍 출신으로 알려져 있지만, 그의 아버지 마훈(《구당서》의 마식 본인의 열전과 《신당서》의 재상세계표(宰相世系表)에는 馬曛으로 되어 있고,《신당서》의 마식 본인의 열전 및 《구당서》와 《신당서》의 엄려(嚴礪)의 열전에는 馬勛으로 되어 있다. 《자치통감》에는 馬勳으로 되어 있다.)이 봉주(鳳州, 지금의 섬서성 보계시 봉현)자사를 역임한 것 이외에는 그의 조상에 대해서는 알려진 것이 없으며, 다른 2명의 마씨 성의 당나라 재상 마수·마주의 집안과는 아무런 친척 관계가 없다.
마식은 당 헌종 연간의 원화 14년(819년)에 진사과에 급제하였고, 나아가 제책과(制策科, 대책 및 정책을 입안할 능력이 있는 사람들을 위한 특별 과거시험)에도 합격하였다. 당 헌종의 손자인 당 문종 연간의 태화 2년 3월 25일(828년 4월 13일) 현량방정능직언극간과(賢良方正能直言極諫科)에 응시하여 그 해 윤3월 9일(828년 4월 26일) 제4등으로 급제하고 관직을 제수받아 수주단련부사(團練副使)에 임용되었고 비서성 교서랑에도 보직되었다. 이후 그는 3번의 인사 이동을 거쳐 요주자사를 역임하였다. 요주자사로 재직 중에는 요주성에서 동북쪽으로 4리(1.6킬로미터) 떨어진 지점에 마당(馬塘)을, 요주성에서 북쪽 6리(2.4킬로미터) 떨어진 지점에 토호(土湖)를 각각 축조하였다.

### 당 문종연간
개성 원년(836년), 마식은 요주자사에서 안남도호·어사중승·안남초토사로 전임되었다. 마식은 문학적인 능력이 뛰어났을 뿐만 아니라 유능한 행정가였다고 한다. 개성 3년(838년), 그는 현지 부족의 수령이 당나라 조정으로부터 관직을 위임받아 다스리던 무륙현(武陸縣)이 당나라 조정에 충성하고 종종 좋은 건의를 올리고 있다면서 무륙현을 주로 승격시키고 수령을 자사로 임명해 줄 것을 요청하는 상주문(上奏文)을 조정에 올렸다. 문종은 이를 승인하였다. 그리고 마식은 안남경략압아(經略押衙) 겸 도지병마사(都知兵馬使) 두존성(杜存誠)의 관인을 내려줄 것을 요청하였다. 또 마식의 통치가 양호하여, 그 해 9월에는 기미주 자사 수령 마광요(麻光耀) 등의 현지 부족 수령들이 모두 자신들의 자제들을 인질로 보내어 공문서와 의복 등의 공물을 바쳤다고 한다. 게다가 개성 4년 1월 19일(839년 3월 23일) 마식은 이전에는 진주를 생산하였지만 본인의 재임 중에는 더 이상 생산되지 않던 무륙주 관내 6주 경계 바다 북쪽의 연못에서 다시 진주가 생산되기 시작하였다는 내용의 상주문을 조정에 올린 바 있었다. 이것은 하늘이 내린 승인의 표시로 여겨졌다. 마식은 그간의 치적이 제일이라는 점을 높이 평가받아 검교(檢校)좌(左)산기상시에 임용되었고, 산계로는 종5품 상계(上階) 중산대부(中散大夫)에 서임되었다. 이후 마식은 개성 5년(840년) 검중도(黔中道, 지금의 중경시 일대) 관찰사로 승진하였다. 그는 검주(黔州)에 부임하여 본인의 이름을 기념으로 새겨 두었다.

### 당 무종연간
당 문종의 형 당 무종의 회창 연간(841년 ~ 846년)에 마식은 장안으로 소환되어 광록시경(光祿寺卿)을 지냈고, 후에 대리시경(大理寺卿)이 되었다. 그러나 마식은 유능하다는 명성에도 불구하고 당시의 수상인 이덕유에게 중용되지 못하였다. 따라서 이 두 직책 모두 강력한 권한을 행사할 수 없었다. 이 때문에, 마식은 이덕유에게 원한을 품었다고 한다.

### 당 선종연간
회창 6년(846년), 당 무종이 죽고 그의 삼촌 당 선종이 그 뒤를 이어 즉위하였다. 당 선종은 이덕유가 전권을 장악하고 있는 것을 싫어하여, 그를 거의 곧바로 좌천시켜 도성 밖으로 내쫓아 버렸고, 백민중을 수상으로 삼았다. 선종 대중 원년 2월 17일(847년 3월 7일), 너무 가혹한 처벌에 대해 신이 불쾌감을 드러내는 징조로 자주 여겨지던 가뭄이 들자, 선종은 재상 노상과 어사중승 봉오(封敖)에게 장안의 수감자들의 사안들에 대한 재심을 명하였다. 노상과 봉오는 여러 사람들의 사형을 감면시켜 줄 것을 주장하였다. 마식은 이에 반대하였고, 그러한 관용은 신의 불쾌감을 더욱 자아내는 역효과를 가져올 것이라고 주장하는 내용을 담은 상주문을 선종에게 올렸다. 이덕유가 박대하였던 사람들을 자주 등용하던 백민중의 영향도 있어, 마식의 상주문은 받아들여졌고, 노상은 좌천되었다. 마식은 형부시랑(刑部侍郞)으로 승진하였고, 제도염철전운등사(諸道鹽鐵轉運等使)에 보직되었다. 산계로는 종5품 상계 중산대부에서 정3품 금자광록대부로 승진하였다.
그 해 9월, 평소 이덕유와 불화를 겪어왔던 재상 백민중·영호도·최현은 전 영녕현(永寧縣) 현위(縣尉) 오여납(吳汝納)을 사주하여 회창 4년(844년)에 회남(淮南, 본부는 지금의 강소성 양주시에 있었다)절도사 이신이 오여납의 동생인 강도현 현위 오상(吳湘)을 살해한 사건을 고발하게 하였다. 이에 대리시경 노언(盧言)·형부시랑 마식·어사중승 위부는 다음과 같이 주장하였다.
| “ | 이신은 죄 없는 사람을 죽이고, 이덕유는 그 억울함을 만들어 내도록 재촉하여 어사까지 내쫓아 버리는 망상부도(罔上不道, 임금을 속이는 도리에 크게 어긋난 행위)를 저지르기까지에 이르렀습니다. | ” |

이에 이덕유는 애주(崖州, 지금의 해남성 해구시) 사호참군사(司戶參軍事)로 좌천, 강등되었다. 그 후, 마식은 또다시 호부시랑(戶部侍郞)으로 전임되었다.
대중 2년(848년) 정월, 염철전운사로 재직 중이던 마식은 동중서문하평장사에 임명되어 실질적인 재상이 되었고, 동시에 중서시랑(中書侍郞)으로 승진하고 예부상서를 겸직하게 되었다. 이보다 앞서, 시인 이상은이 호남도 관찰사 이회에게 마식이 재상에 취임한 것을 축하하는 내용을 담은 보고서를 지어 올렸다. 이 시점의 마식은 산계로는 정4품 상계(上階) 정의대부(正議大夫)였고, 본 관직으로는 중서시랑·동중서문하평장사·집현전 대학사(大學士)로 있었으며, 자금어대(紫金魚袋)를 하사받았다.
그 후, 마식은 선종의 재가를 받아 당시 서천(西川, 본부는 지금의 사천성 성도시에 있었다) 기실참군(記室參軍)으로 있던 양수를 위남현 현위에 제수하고 집현전 교리(校理)에 보직시켰다가 감찰어사로 보직 이동시키려고 하였다. 그러나 양수는 자신의 둘째 형 양가(楊假)가 아직 후부(侯府, 주의 자사의 관청)에서 종사로 있다면서 본인은 이런 때에 차마 어사가 될 수 없다고 사양하였고, 마식은 그런 그를 칭찬하였다. 그리하여 양수는 다시 서천 번진(藩鎭)으로 돌아갔고, 이를 받아들인 마식은 양수의 동생 양엄(楊嚴)을 위남현 현위·집현전 교리로 보직 이동시켜 양수를 대신하게 하였다. 대중 3년(849년) 12월, 당나라 조정에서는 당순종에게 시호를 추가하여 올렸다. 이때 그 시책문(諡冊文)을 중서시랑 마식이 지었다.
한편, 마식은 재상으로 재임 중 선종이 신임하는 환관 좌신책군(左神策軍) 호군중위(護軍中尉) 마원지와 가깝게 지내기 시작하였고, 급기야는 동성동본을 기반으로 한 종친 관계를 맺기까지에 이르렀다. 대중 4년(850년)의 어느 날(구체적인 일자는 미상), 선종은 마원지에게 통천서대(通天犀帶)라는 보석이 박힌 허리띠를 하사하였고, 마원지는 마식에게 그것을 주었다. 그 해 4월 1일(850년 5월 16일), 마식이 그 허리띠를 차고 조회에 나갔는데, 그것을 알아본 선종은 즉시 그를 추궁하였다. 마식은 안색이 변하여 감히 속이고 숨길 엄두를 내지 못했고, 그가 마원지와 가깝게 지내고 있다는 것을 언짢게 여긴 선종은 그 다음날인 그 해 4월 2일(850년 5월 17일), 마식을 재상 직위에서 파면시키고, 그를 천평군(天平軍, 본부는 산동성 태안시에 있었다) 절도사·검교(檢校)예부상서로 보직 이동시켰다.  마식이 좌천된 후, 선종은 마식의 심복 관리인 동모(董侔)를 체포하여 어사대로 내려보내 국문하게 하였다. 동모가 마식과 마원지가 결탁한 상황을 전부 자세히 털어놓자, 선종은 다시 마식을 상주)자사로 좌천, 강등시켜 버렸다. 이듬해인 대중 5년(851년)에는 백민중이 재상 직위에서 파면되면서, 마식도 파직되어 태자빈객(太子賓客)이 되었고, 낙양의 동도(東都) 분사에서 근무하게 되었다.
그로부터 수년 후의 대중 9년(855년), 마식은 충무군(忠武軍, 본부는 지금의 하남성 허창시에 있었다) 절도사 겸 그 수도인 허주(許州)자사·검교(檢校)형부상서로 재기용되었다. 이때 그는 진사 유벽(柳璧)을 불러내어 장서기(掌書記)에 임용하였다. 대중 11년(857년) 4월 이전 무렵, 마식은 선무군(宣武軍, 본부는 지금의 하남성 개봉시에 있었다) 절도사 겸 그 수도인 변주(汴州)자사로 전임되었고, 유벽도 그를 따라 장서기로 부임하였다. 그 해 8월 이전 무렵, 마식은 재임 중에 사망하였다.
시랑(侍郞), 명주(洺州, 지금의 하북성 한단시)자사 등을 역임한 시인 겸 저술가 유가(劉軻)가 마식에게 보내는 편지를 써서 준 적이 있었다.

## 평가
현대 일본의 동양사학자 도나미 마모루는 마식을 우당(牛黨)으로 여겼다.

## 가계
- 아버지 : 마훈(馬曛[2][3]/馬勳[4][5][6][7]/馬勛[8][9][10]) - 784년 당시 산남서도(山南西道, 본부는 지금의 섬서성 한중시에 있었다) 아장(牙將),[4][5] 봉주(鳳州, 지금의 섬서성 보계시)자사[8][9][10]
  - 본인 : 마식(馬植)
    - 아들 : 마욱(馬郁)[3]
      - 손자 : 마주(馬儔) - 자는 후기(後己)[3]

### 내용주
1. ↑  해당 현량방정과 급제 동기로는 배휴(제3등)·두목(제4등)·왕식·최신유(이상 제4차등[次等]) 등이 있었다.[6][7][12]
2. ↑  호부상서 노균(盧鈞)이 오계(浯溪)를 유람한 지 9일 후에 마식이 검주에 부임하여 본인의 이름을 기념으로 새겨 두었다.[21] 노균이 오계를 유람한 일은 개성 5년(840년) 12월에 있었다.[22]
3. ↑  《신당서》의 이덕유의 열전에는 대중 2년(848년에 있었던 일로 되어 있다.[25] 《자치통감》에는 오여납이 자신의 동생 오상을 멋대로 죽였다며 이신과 이덕유를 고발한 사건이 대중 원년 9월 23일(847년 11월 4일)[11]에 있었다고 되어 있다.[23][24]
4. ↑  《구당서》의 선종 본기에는 마식이 회창 6년(846년) 6월에 동중서문하평장사에 임명되었고, 대중 2년(847년 3월에 예부상서에 임명되어 동중서문하평장사에도 추가로 임명되었다고 되어 있다.[1] 《신당서》의 선종 본기와 《자치통감》에서는 5월에 있었던 일로 되어 있다.[23][24][26] 《책부원귀》에는 회창 6년(846년) 6월에 호부상서 겸 제도염철전운등사(諸道鹽鐵轉運等使)에 임명되었고, 본 관직인 동중서문하평장사의 직위는 그대로 유지하였다고 되어 있다.[27] 단, 대중 2년(847년) 정월에 이미 이상은이 호남관찰사 이회에게 마식의 재상 취임을 축하하는 내용을 담은 보고서를 지어 올렸던 것을 보면, 이때 마식이 이미 재상 직위에 임명되어 있었음을 확인할 수 있다.[28] 중화민국의 역사학자 엄경망(嚴耕望, 1916년 ~ 1996년)의 《당복상승랑표(唐僕相丞郞表)》에도 마식이 호부상서에 임명된 사실은 없었다고 하였다.[29][30]
5. ↑  《신당서》의 재상표에는 대중 3년(849년) 3월에 있었던 일로 되어 있다.[34]
6. ↑  《구당서》와 《신당서》의 선종 본기에는 대중 3년(849년) 4월에 있었던 일로 되어 있는데, 이는 오류로 보인다.[1][26] 당시에는 황태자가 없었던 만큼, 해당 관직은 완전한 명예 직함에 불과했다.
7. ↑  정사에 기록되어 있지 않은 마식의 부임 시기는 《구당서》의 유벽(柳璧)의 열전에 유벽이 대중 9년(855년) 진사였다는 기록을 통해 855년으로 추산할 수 있다.[37]
8. ↑  《구당서》의 선종 본기에는 배식(裵識)이 이 시기에 충무군 절도사에 임명되었다는 것으로 보아, 해당 시점에서 마식은 이미 재임 중에 있지 않았음을 확인할 수 있다.[1][37]
9. ↑  《구당서》의 선종 본기에는 정애(鄭涯)가 8월에 선무군 절도사로 임명되었다는 것으로 보아, 해당 시점에서 마식은 이미 사망하였음을 확인할 수 있다.[1][40]

### 참조주
1. 1 2 3 4 5 6 7 8  《구당서》, 권18(하).
2. 1 2 3 4 5 6 7 8  《구당서》, 권176.
3. 1 2 3 4 5 6 7  《신당서》, 권72(하).
4. 1 2 3 4  《자치통감》, 권230.
5. 1 2 3 4  호삼성 음주(音注) 《자치통감》, 권230.
6. 1 2 3 4 5  《자치통감》, 권243.
7. 1 2 3 4 5  호삼성 음주(音注) 《자치통감》, 권243.
8. 1 2 3 4 5 6 7 8  《신당서》, 권184.
9. 1 2 3 4  《구당서》, 권117.
10. 1 2 3 4  《신당서》, 권144.
11. 1 2 3 4 5 6 7  중앙연구원 음양력 변환기
12. 1 2  당문종, 《전당문》, 권0071. 〈과거 합격자들에 대한 처분을 중서성과 문하성에 맡긴다는 조서〉
13. ↑  백거이, 《전당문》, 권0663. 〈양경복(楊景復)을 검교선부원외랑(檢校膳部員外郞)·운주관찰판관(鄆州觀察判官)으로, 이수(李綬)를 감찰어사(監察御史)·천평군(天平軍) 판관으로, 노재(盧載)를 협률랑(協律郞)·천평군 순관(巡官)으로, 독고경(獨孤涇)을 감찰어사·수주단련부사(壽州團練副使)로, 마식(馬植)을 교서랑(校書郞) 시보(試補)·경원(涇原) 장서기(掌書記)로, 정석범(程昔範)을 정자(正字) 시보·경원 판관으로 각각 임용하는 것을 승인하고 6명 모두 일제히 임용을 승인한다는 제서(制書)〉
14. ↑  《신당서》, 권41.
15. ↑  《구당서》, 권17(하).
16. 1 2  《당회요》, 권73.
17. ↑  《책부원귀》, 권692.
18. ↑  《신당서》, 권43(하).
19. ↑  《책부원귀》, 권977.
20. ↑  《책부원귀》, 권494.
21. ↑  육증상(陸增祥, 1816년 ~ 1882년), 《팔경실금석보정(八瓊室金石補正)》, 권61, 〈오계(浯溪) 마식(馬植) 제명(題名)〉
22. ↑  욱현호 2000, 2530–2531쪽.
23. 1 2 3 4  《자치통감》, 권248.
24. 1 2 3 4  호삼성 음주(音注) 《자치통감》, 권248.
25. 1 2 3  《신당서》, 권180.
26. 1 2 3  《신당서》, 권8.
27. ↑  《책부원귀》, 권74.
28. 1 2  이상은, 《전당문》, 권0776. 〈호남관찰사(湖南觀察使) 이회(李回) 공(公)에게 마식(馬植) 상공(相公)이 재상에 발탁되었음을 축하하는 보고서〉
29. ↑  엄경망 1986, 184–186쪽.
30. ↑  엄경망 1986, 724–725쪽.
31. ↑  《구당서》, 권49.
32. ↑  《구당서》, 권177.
33. ↑  《당회요》, 권1.
34. ↑  《신당서》, 권63.
35. ↑  《자치통감》, 권249.
36. ↑  호삼성 음주(音注) 《자치통감》, 권249.
37. 1 2  욱현호 2000, 847–848쪽.
38. ↑  《구당서》, 권165.
39. ↑  《신당서》, 권163.
40. ↑  욱현호 2000, 758–759쪽.
41. ↑  유가(劉軻), 《전당문》, 권0742. 〈마식(馬植)에게 주는 편지〉
42. ↑  도나미 마모루 1962, 268쪽.

## 참고 문헌
- 《구당서》, 권176.
- 《신당서》, 권184.
- 《자치통감》, 권243, 248, 249.
- 호삼성 음주(音注) 《자치통감》, 권243, 248, 249.
- 욱현호(郁賢皓, 1933년 ~ ) (2000년 1월). 《당자사고전편(唐刺史考全篇)》. 합비: 안휘대학출판사(安徽大學出版社). ISBN 7-81052-265-5.
- 엄경망(嚴耕望, 1916년 ~ 1996년) (1986년). 《당복상승랑표(唐僕尙丞郞表)》. 북경: 중화서국.
- 도나미 마모루 (1962년 12월 31일). “中世貴族制の崩壊と辟召制 : 牛李の黨争を手がかりに” [중세 귀족제의 붕괴와 벽소제(辟召制) - 우이당쟁(牛李黨爭)을 단서로]. 《동양사연구(東洋史研究)》 (일본어) (교토: 교토대학 동양사연구회) 21 (3): 245-270. doi:10.14989/152619. 2024년 3월 13일에 확인함.

| 전임 (불명) | 충무군 절도사 855년 ~ 857년 | 후임 배식(裵識) |

| 전임 배휴 | 선무군 절도사 857년 | 후임 정애(鄭涯) |